# Biografielijst Au

## Aub
- Jonathan Aube (1969), Amerikaans acteur, filmregisseur, scenarioschrijver, filmproducent, filmeditor en cinematograaf
- Sandrine Aubert (1982), Frans alpineskiester
- François de L'Aubespine (1584-1670), Frans generaal
- Jean Baptiste Christian Fusée Aublet (1720-1778), Frans botanicus
- Lucie Aubrac (1912-2007), Frans verzetsstrijdster, lerares en activiste
- James Aubrey (1947-2010), Brits acteur
- David Aubry (1996), Frans zwemmer
- Gabriel Aubry (1998), Frans autocoureur
- Jimmy Auby (1986), Zuid-Afrikaans autocoureur

## Auc
- Hennie Aucamp (1934-2014), Zuid-Afrikaans schrijver
- Susan Auch (1966), Canadees schaatsster
- Hannah Auchentaller (2001), Italiaans biatlete

## Aud
- W.H. Auden (1907-1973), Brits-Amerikaans auteur
- Guy Audenaert (1966), Belgisch dirigent, muziekpedagoog, eufoniumspeler en tubaïst
- Tom Audenaert (1979), Belgisch acteur
- Ronald Auderset (1989), Zwitsers skeletonracer
- Pierre Audi (1957-2025), Frans-Libanees opera- en theaterregisseur
- Mia Audina (1979), Indonesisch-Nederlands badmintonspeelster
- Audoënus (609-686), Frans heilige
- Yves Audoor (1968), Belgisch voetballer
- Musa Audu (1980), Nigeriaans atleet
- John James Audubon (1785-1851), Frans-Amerikaans kunstenaar

## Aue
- Jean Marie Auel (1936), Amerikaans schrijfster
- Carl Auer von Welsbach (1858-1929), Oostenrijks wetenschapper en uitvinder
- Erhard Auer (1874-1945), Beierse politicus en SPD-partijvoorzitter
- Lucas Auer (1994), Oostenrijks autocoureur
- Erich Auerbach (1892-1957), Duits filoloog
- Frank Auerbach (1931-2024), Brits-Duits kunstschilder
- Lera Auerbach (1973), Russisch componist
- Ingrid Auerswald (1957), Oost-Duits atlete

## Auf
- Fränzi Aufdenblatten (1981), Zwitsers alpineskiester
- Melissa Auf der Maur (1972), Canadees rockmuzikante

## Aug

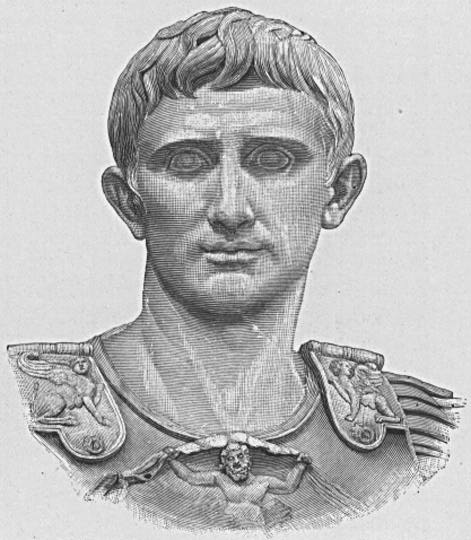
Keizer Augustus

- Marc Augé (1935-2023), Frans antropoloog
- Stéphane Augé (1974), Frans wielrenner
- Brian Auger (1939), Brits keyboardspeler
- Guillaume Auger (1976), Frans wielrenner
- Ludovic Auger (1971), Frans wielrenner
- Pierre Auger (1899-1993), Frans natuurkundige
- Fernand Augereau (1882-1958), Frans wielrenner
- Émile Augier (1820-1889), Frans toneelschrijver
- Rudolf Augstein (1923-2002), Duits journalist
- Bille August (1948), Deens regisseur
- August van Leuchtenberg (1810-1835), hertog van Leuchtenberg (1824-1835)
- August van Oldenburg (1783-1853), Groothertog van Oldenburg (1829-1853)
- August II van Polen (1670-1733), koning van Polen (1697-1704, 1709-1733) en keurvorst van Saksen (1694-1733) (als Frederik August I)
- August III van Polen (1696-1763), koning van Polen (1733-1763) en keurvorst van Saksen (1733-1763) (als Frederik August II)
- August Willem van Pruisen (1722-1758), prins van Pruisen
- Marijke Augusteijn-Esser (1944), Nederlands politica
- Leo Augusteyns (1870-1945), Belgisch politicus en Vlaams activist
- Cornelis Augustijn (1928-2008), Nederlands theoloog, predikant en kerkhistoricus
- Willem Augustin (1923-2004), Nederlands schaatser
- Peer Augustinski (1940-2014), Duits acteur
- Aurelius Augustinus (354-430), Carthaags theoloog en kerkvader
- Jéssica Augusto (1981), Portugees atlete
- keizer Augustus (63 v.Chr. - 14 n.Chr.), de eerste princeps van Rome
- Joseph Augustus (1898-1975), Belgisch voetballer
- Seimone Augustus (1984), Amerikaans basketbalster
- John-Lee Augustyn (1986), Zuid-Afrikaans wielrenner

## Aui
- August Auinger (1955), Oostenrijks motorcoureur

## Aul
- Alexandre Aulas (1986), Frans wielrenner
- Pierre Louis d'Aulnis de Bourouill (1918-2012), Nederlands verzetsstrijder

## Aum
- Gijsbert d'Aumale van Hardenbroek van Hardenbroek (1862-1934), Nederlands politicus
- Robert Aumann (1930), Israëlisch wiskundige

## Aun
- Aung San Suu Kyi (1945), Birmees politica en mensenrechtenactiviste
- Serena Auñón (1976), Amerikaans ruimtevaarder

## Auq
- André Auquier (1930-2020), Belgisch wielrenner

## Aur
- Jean Auréal (1941-1985), Frans motorcoureur
- Vainer Aurel (1932-2021), Roemeens politicus en econoom
- Fábio Aurélio (1979), Braziliaans voetballer
- Marcus Aurelius (121-180), Romeins keizer (161-180)

## Aus

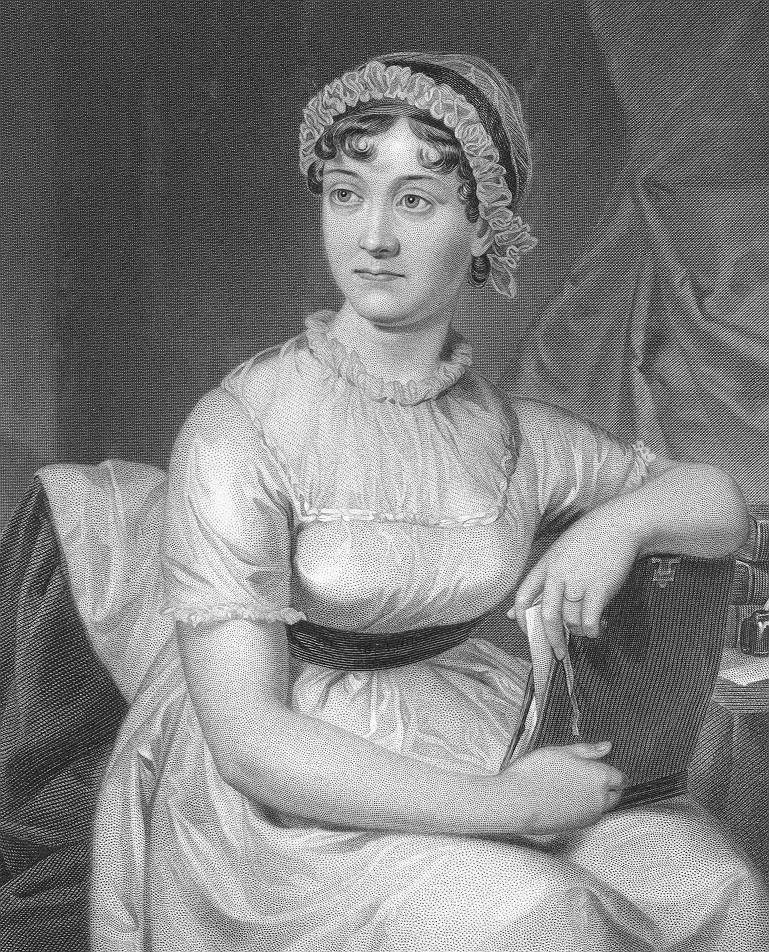
Jane Austen

- Lauri Aus (1970-2003), Estisch wielrenner
- Ashley Ausburn (1998), Amerikaans actrice
- Jane Austen (1775-1817), Engels schrijfster
- Paul Auster (1947-2024), Amerikaans schrijver
- Alfred Austin (1835-1913), Engels dichter
- Charles Austin (1967), Amerikaans atleet
- Charles ("Charlie") Austin (1989), Engels voetballer
- Coco Austin (1979), Amerikaans naaktmodel, danseres, actrice en internetpersoonlijkheid
- David C. H. Austin (1926-2018), Brits schrijver, kweker en veredelaar van rozen
- Gary Austin (1941), Amerikaans komiek, schrijver, zanger, regisseur en improvisatietheaterdocent
- Gene Austin (1900-1972), Amerikaans jazzmuzikant
- Jake T. Austin (1994), Amerikaans acteur
- John Austin (1911-1960), Brits taalfilosoof
- Karen Austin (1955), Amerikaans actrice
- Lovie Austin (1887-1972), Amerikaans blues- en jazz-pianiste, bandleider, arrangeur en componiste
- Lynn Austin (1949), Amerikaans schrijfster
- Rodolph Austin (1985), Jamaicaans voetballer
- "Stone Cold" Steve Austin (1964), Amerikaans acteur en professioneel worstelaar
- Teri Austin (1957), Canadees-Amerikaans actrice
- Tracy Austin (1962), Amerikaans tennisster

## Aut
- Aurore Auteuil (1980), Frans actrice
- Daniel Auteuil (1950), Frans acteur